# Les Rouges-Eaux
Les Rouges-Eaux är en kommun i departementet Vosges i regionen Grand Est (tidigare regionen Lorraine) i nordöstra Frankrike. Kommunen ligger i kantonen Brouvelieures som tillhör arrondissementet Saint-Dié-des-Vosges. År 2022 hade Les Rouges-Eaux 79 invånare.

## Befolkningsutveckling
Antalet invånare i kommunen Les Rouges-Eaux
| Referens: INSEE |